# Vlad Miriță
Vlad Miriță (ur. 2 sierpnia 1981 w Târgoviște) – rumuński piosenkarz popowy oraz operowy, reprezentant Rumunii w 53. Konkursie Piosenki Eurowizji w 2008 roku razem z Nicoletą Matei.

## Kariera muzyczna
W wieku 16 lat Miriță zaczął uczyć się śpiewu. Po zakończeniu edukacji dołączył do składu chórem Armonia Valaha Choir, z którym występował w kraju i za granicą. W 2001 roku pobierał lekcje śpiewy u Maestro Corneliu Fanateanu, a po zakończeniu nauki został członkiem chórku Madrigal. W 2002 roku wygrał międzynarodowy konkurs dla piosenkarzy tenorowych Traian Grozavescu organizowany w Lugoj. W latach 2007-08 był honorowym członkiem Domu Opery w Bukareszcie.

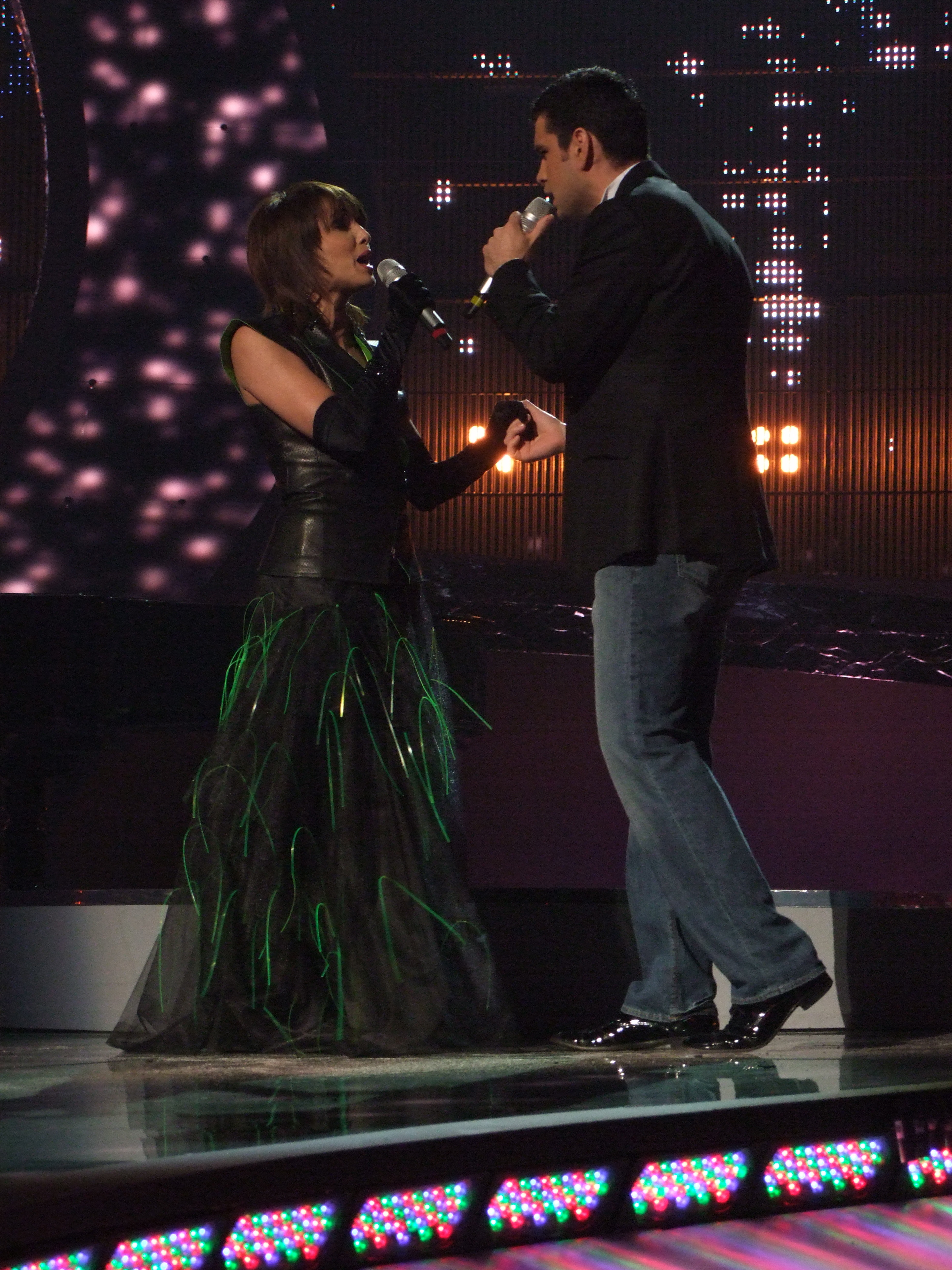
Vlad Miriță i Nico podczas Konkurs Piosenki Eurowizji 2008

W 2008 roku zgłosił się do udziału w krajowych eliminacjach eurowizyjnych z utworem „Pe-o margine de lume” nagranym w duecie z Nicoletą Matei. Na początku lutego wystąpili w pierwszym półfinale selekcji i awansowali do finału, w którym ostatecznie zdobyli największą liczbę 271 punktów po zsumowaniu głosów jurorów i telewidzów, dzięki czemu zostali reprezentantami Rumunię podczas 53. Konkursu Piosenki Eurowizji organizowanego w Belgradzie. 20 maja wystąpili w pierwszym półfinale widowiska i z siódmego miejsca awansowali do finału, w którym wystąpili jako pierwsi w kolejności i zajęli ostatecznie 20. miejsce z 45 punktami na koncie, w tym m.in. z maksymalnymi notami 12 punktów od Mołdawii i Hiszpanii.
Po udziale w konkursie Miriță nagrał utwór „I’ll Be With You” w duecie z Sarą Brightman.